# Isabel Macías
Isabel Macías Chow (* 11. August 1984 in Saragossa) ist eine ehemalige spanische Leichtathletin, die sich auf den Mittelstreckenlauf spezialisiert hat.

## Sportliche Laufbahn
Erste internationale Erfahrungen sammelte Isabel Macías bei den Crosslauf-Weltmeisterschaften 2001 in Ostende, bei denen sie nach 24:21 min auf den 50. Platz im Juniorinnenrennen gelangte. Anschließend schied sie bei den Jugendweltmeisterschaften in Debrecen mit 4:29,13 min in der ersten Runde im 1500-Meter-Lauf aus und im Dezember wurde sie bei den Crosslauf-Europameisterschaften in Thun nach 11:35 min 27. im U20-Rennen. Im Jahr darauf wurde sie bei den Crosslauf-Weltmeisterschaften 2002 in Dublin nach 22:42 min 55. und bei den Crosslauf-EM in Medulin gelangte nach 13:12 min 38. Bei den Crosslauf-Weltmeisterschaften 2003 in Lausanne wurde sie nach 24:20 min 62. im U20-Rennen und im Juli kam sie bei den Junioreneuropameisterschaften in Tampere im Vorlauf über 1500 Meter nicht ins Ziel. Im Dezember lief sie dann bei den Crosslauf-Europameisterschaften in Edinburgh nach 16:32 min Elfte. 2005 belegte sie bei den U23-Europameisterschaften in Erfurt in 4:17,66 min den sechsten Platz über 1500 Meter und im Jahr darauf siegte sie in 4:21,65 min bei den Ibero-Amerikanischen Meisterschaften in Ponce. Zudem schied sie bei den Europameisterschaften in Göteborg mit 4:20,76 min im Halbfinale aus. Im Dezember wurde sie bei den Crosslauf-Europameisterschaften in San Giorgio su Legnano nach 20:10 min 32. im U23-Rennen. 2010 belegte sie bei den Ibero-Amerikanischen Meisterschaften in San Fernando in 4:18,33 min den sechsten Platz über 1500 Meter und schied im 800-Meter-Lauf mit 2:06,61 min im Vorlauf aus. Im Jahr darauf belegte sie bei den Halleneuropameisterschaften in Paris in 4:15,76 min den fünften Platz über 1500 Meter und im Sommer schied sie bei den Weltmeisterschaften in Daegu mit 4:14,75 min in der Vorrunde aus. 2012 belegte sie bei den Hallenweltmeisterschaften in Istanbul in 4:22,40 min den sechsten Platz und im Juli gelangte sie bei den Europameisterschaften in Helsinki mit 4:11,12 min auf Rang fünf. Daraufhin nahm sie an den Olympischen Sommerspielen in London teil und schied dort mit 4:13,07 min im Vorlauf aus. Im Jahr darauf gewann sie bei den Halleneuropameisterschaften in Göteborg in 4:14,19 min die Silbermedaille hinter der Schwedin Abeba Aregawi und 2014 kam sie bei den Hallenweltmeisterschaften in Sopot mit 4:17,14 min nicht über den Vorlauf hinaus. Auch bei den Europameisterschaften in Zürich schied sie mit 4:17,76 min in der ersten Runde aus. 2021 beendete sie dann ihre aktive sportliche Karriere im Alter von 37 Jahren.
2011 wurde Macías spanische Meisterin im 1500-Meter-Lauf sowie 2012 über 800 Meter. Zudem wurde sie 2011, 2012 und 2014 Hallenmeisterin über 1500 Meter.

## Persönliche Bestzeiten
- 800 Meter: 2:03,39 min, 25. Juli 2012 in Saragossa
  - 800 Meter (Halle): 2:04,01 min, 11. Februar 2011 in Sevilla
- 1500 Meter: 4:04,84 min, 6. Juli 2012 in Saint-Denis
  - 1500 Meter (Halle): 4:08,80 min, 11. Februar 2012 in New York City